# 아부바카르 이브라히마 퉁가라
아부바카르 이브라히마 퉁가라(프랑스어: Aboubacar Ibrahima Toungara, 1994년 11월 15일 ~ )는 천안 시티 FC에서 공격형 미드필더로 활동 중인 말리의 축구 선수로, 활동 중이며 K리그 등록명은 툰가라이다.

## 구단 경력

### 수원 삼성 블루윙즈
2024년 3월 초, K리그2의 수원 삼성 블루윙즈의 개막 홈 경기를 현장에서 관전한 것이 알려져 이적 루머가 일어났고, 3월 7일 오피셜을 내며 수원 삼성에 합류했다. 본인의 첫 아시아 리그 진출이다.
등번호는 제주 유나이티드 FC로 이적한 김태환의 번호였던 11번이다. 인터뷰 동영상에 유일하게 삼성 갤럭시 S24 홍보를 활용한 동영상이 특징이다.

### 천안 시티
2024년 7월 31일, K리그2의 천안 시티 FC 소속으로 등록되며, 공식적인 합류가 이루어졌다. 같은날 천안 구단은 툰가라 영입을 공식 발표했다.
이적 하자마자 전남 드래곤즈와의 홈 경기에서 명준재의 패스를 받고 중거리 골을 넣어 천안의 시즌 첫 홈승을 이끌었으며 천안에서의 데뷔골을 넣었다.
활약이 아쉬웠던 수원 삼성 블루윙즈 시절과는 달리 천안 이적 후 4경기동안 2골 2도움이라는 활약을 펼치며 팀의 에이스로서 맹활약 중이다.

## 국가대표팀 경력
2013년 FIFA U-20 월드컵에서 말리 U-20 국가대표팀과 함께 조별 리그에 진출한 청소년 대표팀의 일원이었다.

## 참고 문헌
- “아부바카르 이브라히마 툰가라”. 《천안 시티 FC》. 천안시민프로축구단.